# NGC 520
NGC 520, även känd som Flying Ghost, är ett par av växelverkande spiralgalaxer ungefär 105 miljoner ljusår från solsystemet i stjärnbilden Fiskarna. De upptäcktes av astronomen William Herschel den 13 december 1784.
Halton Arp kallade detta den näst ljusaste, mycket störda galaxen på himlen, och den är lika ljusstark i infrarött och radiobandet som Antenngalaxerna. Simuleringar tyder på att detta objekt består av två galaktiska skivor som började interagera för cirka 300 miljoner år sedan. Systemet är fortfarande i ett tidigt skede av sin sammanslagning och visar två separata hastighetssystem i spektra och två små svansar. Två galaktiska kärnor har detekterats, och en är en H II-kärna.

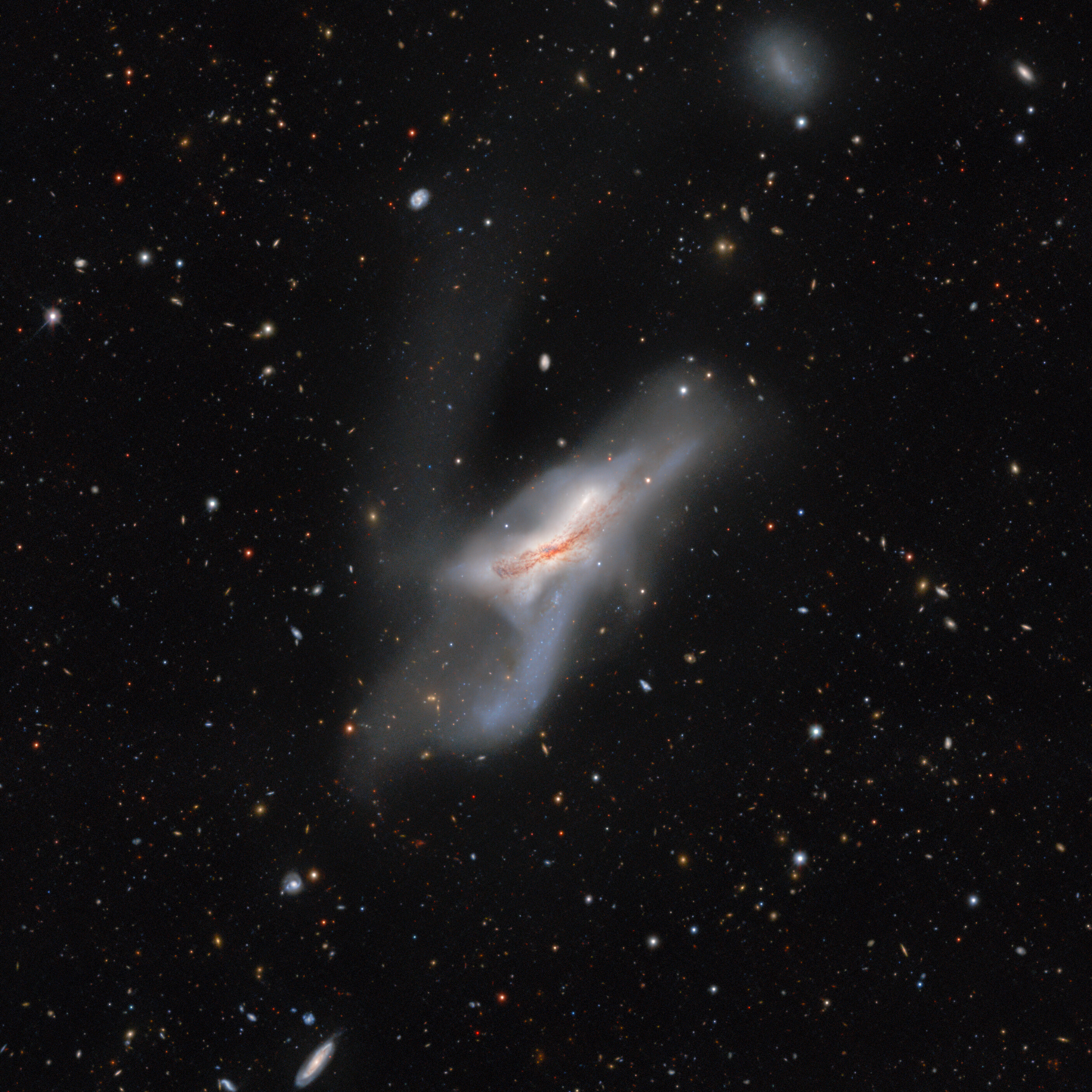
NGC 520 imaged by the Cerro Tololo Inter-American Observatory

Den galaktiska huvudkomponenten ses från sidan, vilket gör den svagare i det optiska bandet. Den sekundära komponenten är ljusare men mindre massiv än huvudkomponeten och ligger mot nordväst. De är separerade av ett mörk stoftstråk. Galaxernas område utanför deras kärnor upplevde en period av ökad stjärnbildning ungefär samtidigt som de började interagera. Två dvärgobjekt finns i närheten av detta sammanslagna par, och ett av dem, betecknat UGC957, ligger i den norra tidvattenstjärten – det kan vara resultatet av interaktionen.
När de betraktas i röntgenbandet verkar de interagerande galaxerna vara ungefär hälften så ljusstarka som förväntat med tanke på deras sammanslagningstillstånd. Analys av gas- och molekylära egenskaper tyder på att den sekundära sammanslagningskomponenten är gasfattig. Merparten av stjärnbildningen ägde därför rum i den gasrika huvudkomponenten i sydost. 15 röntgenkällor har observerats inom sammanslagningen, varav många uppvisar långsiktig variation. En kraftig galaktisk vind är tydlig, driven av stjärnutbrottsaktiviteten.

## Galleri

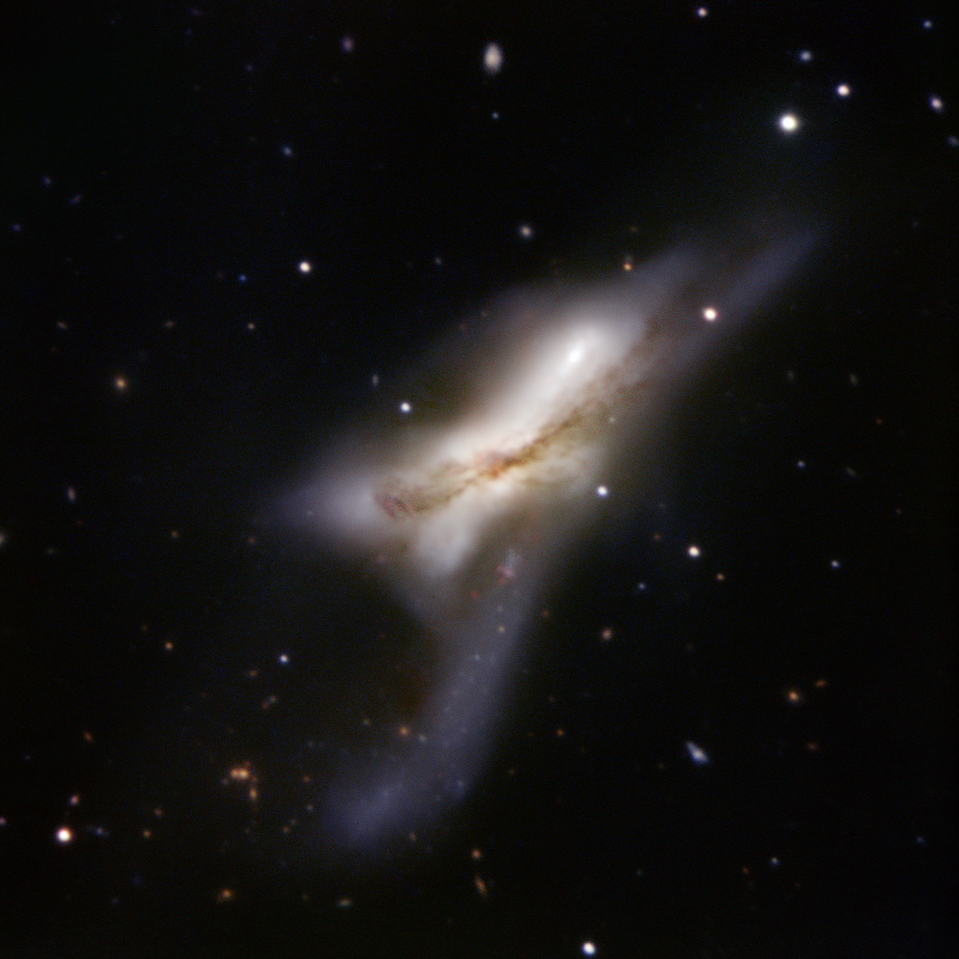
Bild tagen av ESO med ett 3.6-meters teleskop vid La Silla.
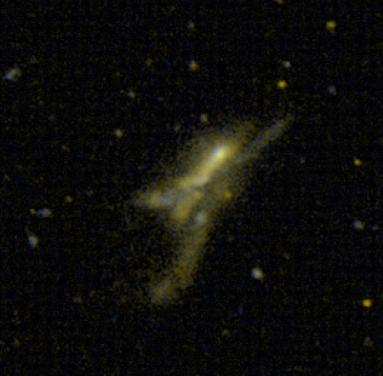
GALEX (ultraviolett)
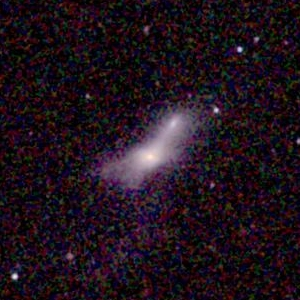
2MASS (nära-infraröd)